# 노스켄징턴
노스켄징턴(North Kensington)은 잉글랜드 런던의 서쪽의 지구 중 하나이다. 노팅힐 또는 화이트시티의 북쪽, 켄설그린 남쪽에 있다. 1958년에 발생한 노팅힐 인종 폭동은 노스켄징턴에서 가장 심했지만, 노팅힐 카니발의 출발지역이고 노팅힐 영화에서 대부분의 장면에 촬영되었다. 노스켄징턴의 주요 교통허브인, 래드브로크 그로브 지하철역은 1864년부터 1919년까지 노팅힐 지하철역으로 불렸다. 노팅힐 지하철역은 새로운 노팅힐 게이트 지하철역과 혼란을 피하기 위해 래드브로크 그로브 지하철역으로 변경되었다. 노스켄징턴 부동산은 노팅힐 게이트와 홀랜드파크지역을 가리키는 남쪽 노팅힐에서 가장 비싼지역으로 평가된다.
노스켄징턴은 한동안 사진가 라저 메인이 찍은 사진에서 빈민가로 잘 알려졌다. 국제적인 투자 은행가 집단은 화려한 빅토리아식 주택을 마구 구매하기 때문에, 여전히 부동산가격은 가파르게 상승하고 있다. 그러나, 노스켄징턴은 빈곤층과 실직자가 많고 국가에서 (보조금이 지급되는) 대여주택의 비율이 높다. 이는 위험한 지역에서 억세게 성장한 계급과 문화가 남아있음을 의미한다.
이민자 무리는 지난 세기동안에 노스켄징턴에 정착했지만, 아일랜드인, 유대인, 서인도인, 에스파냐인, 모로코인, 동아프리카인과 동유럽인은 강력하게 제한되지 않았다. 이민으로 발생된 인구의 지속적인 증가는 노스켄징턴을 세계에서 가장 다양한 인종이 모인 지역으로 만들었다. 래드브로크그로브가 노스켄징턴의 주요도로임에도 불구하고, 가장 잘 알려진 거리는 길거리시장으로 유명해진 포토벨로로드이다. 많은 지역주민은 포토벨로로드에 스타벅스와 아메리칸 어패럴같은 기업이 입주해 있기 때문에, 포토벨로로드의 북쪽끝에 위치한 골번로드에 좋은 식당이있다고 말한다.